# Собор в Мельфи (1067)
Второй Мельфийский собор — собор Римско-католической церкви в городе Мельфи, проходивший с 1 августа по сентябрь 1067 года. Был созван по инициативе римского папы Александра II. На синоде присутствовали несколько кардиналов, многочисленные епископы и аббаты, дворяне.
Собор был созван по просьбе князя Салерно, чей феод подвергся нападению и разорению со стороны герцога Апулии и Калабрии. Во время этих нападений пострадало также церковное и монастырское имущество.

## Организационные аспекты
Церковный собор был открыт 1 августа 1067 года в замке Мельфи. Заседания синода под председательством римского папы Александра II проходили в соборе Святого Петра, который находился в прямом подчинении у Святого Престола со времён первого собора в Мельфи. В память об этом событии в XVIII веке в соборе Мельфи был выставлен портрет понтифика. Несколько заседаний римский папа провёл в близлежащим городе Троя, в области Капитаната. Впоследствии в Трое прошли ещё четыре синода. Собор завершил работу в сентябре 1067 года.

## Религиозные аспекты

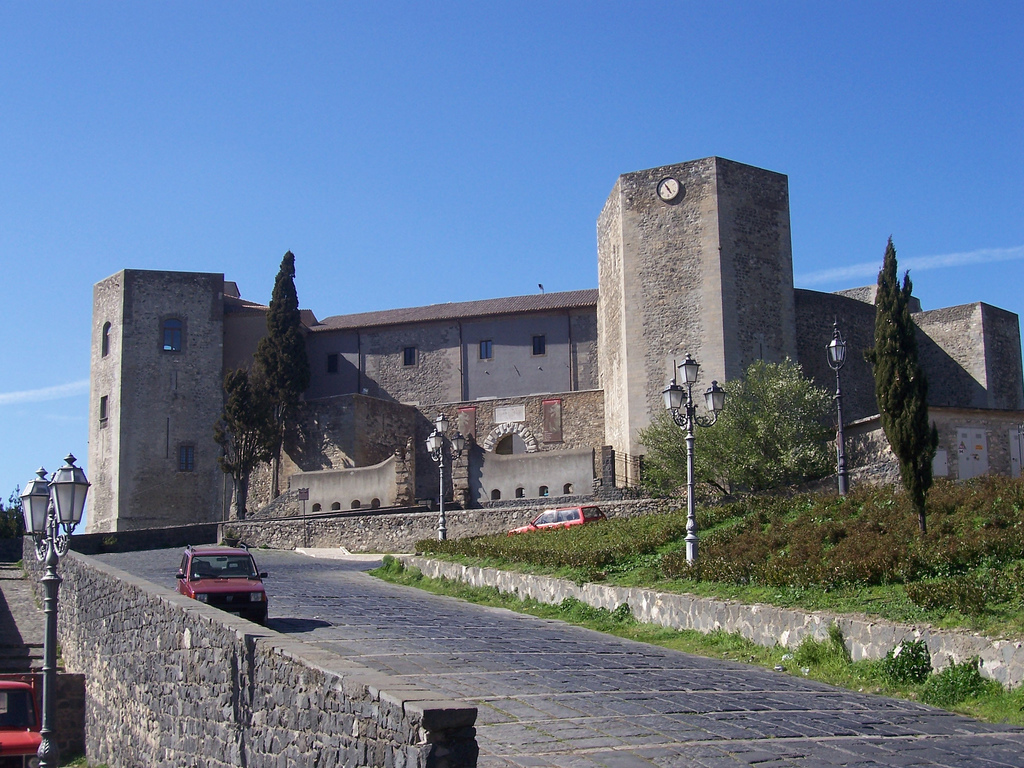
Замок Мельфи — место проведения синода

На церковном соборе рассматривались вопросы, касавшиеся духовенства южно-итальянских епархий и княжества Дукля. Александр II выделил епархию Трои из-под юрисдикции архиепископов Беневенто, передав ей приходы в Биккари и Рипалонге. Понтифик низложил епископа Асколи-ди-Пульи, принадлежавшего к византийской фракции, признав его рукоположение неканоническим.
Церковный собор инициировал расследование дела бенедиктинцев из монастыря Девы Марии в Тремити, которые восстали против аббата Монтекассино и установили монашескую республику на островке Святого Николая, недалеко от побережья Гаргано.
Римский папа поручил архиепископу Гуго из Отранто управление пятью суфраганскими епархиями — Кастро, Удженто, Алессано, Галлиполи и Лечче. Он также назначил Арнальдо, креатуру норманнов, митрополитом-архиепископом Ачеренцы.
Александр II откликнулся на просьбу князя Михайло Воиславлевича, будущего короля славян под именем Михаила I, и учредил автономное епископство Антивари в княжестве Дукля.
Альфано I, архиепископ Салерно выступил на соборе с разъяснением ситуации, сложившейся в его епархии. В итоге, в сентябре синод отлучил от церкви рыцаря Тургизия ди Сансеверино как захватчика владений салернского князя Гизульфа II и грабителя имущества церкви и аббатств. Александр II обвинил герцога Роберта Гвискара в том, что и тот  завладел церковным имуществом, которое понтифик потребовал вернуть обратно и формально отлучил герцога от церкви до исполнения требования. За разграбление имущества епархии Салерно от церкви был также отлучён рыцарь Гимонд де Мулен. Следом римский папа издал буллу, в которой  предал анафеме рыцаря Гийома де Отвиля по тому же обвинению, с обещанием снять с него отлучение, если он подчиниться требованию церкви.

## Политические аспекты
На соборе Александр II рассчитывал восстановить союзнические отношения между норманнами и церковью, исходя из интересов Святого Престола и глав норманнских домов.
Римский папа укрепил свою власть, наладив отношения с главами норманнских домов и разрешив ситуацию, которая сложилась после вторжения Гийома де Отвиля на территорию близ Салерно, принадлежавшую князю Гизульфу II. Глава дома Отвилей, герцог Роберт Гвискар поручил выступить посредницей в переговорах между сторонами своей супруге, герцогине Сишельгаите, урождённой княжне Салерно. Во время синода в Мельфи состоялись аудиенции папы Александра II с князем Салерно Гизульфом II и братьями Робертом Гвискаром и Рожером I из дома Отвилей.